# フランシス・スコット (第2代バクルー伯爵)
第2代バクルー伯フランシス・スコット（英: Francis Scott, 2nd Earl of Buccleuch、1626年12月21日 - 1651年11月22日）は、スコットランドの貴族。
初代バクルー伯ウォルター・スコットと、第9代エロル伯爵フランシス・ヘイの娘メアリーの間に生まれた。1636年から1642年までセント・アンドルーズ大学で学ぶ。
1646年、第6代ロシズ伯爵ジョン・レズリーの娘で、バルゴニー卿アレクサンダー・レズリー（初代リーヴェン伯爵アレクサンダー・レズリーの息子）未亡人となっていたレディ・マーガレット・レズリーと結婚した。彼女との間に以下の子女を儲けた。
- レディ・メアリー・スコット （1647年 - 1661年） - 第3代バクルー伯爵。初代タラス伯爵ウォルター・スコット（英語版）夫人
- スコット卿ウォルター・スコット （1648年）
- レディ・マーガレット・スコット （1650年 - 1652年）
- レディ・アン・スコット （1651年 - 1732年） - 第4代バクルー伯爵（1661年襲爵）、初代バクルー公爵（1663年叙爵）。初代モンマス公爵ジェイムズ・スコット夫人

1651年にダルキース城（ミッドロージアン州ダルキース）で死去し、同地に葬られた。唯一の男子であったウォルターが夭折していたため、長女のメアリーが爵位を相続した。なおマーガレットは後に第2代ウィームズ伯爵デイヴィッド・ウィームズと再々婚した。